# Maizières (Calvados)
Maizières település Franciaországban, Calvados megyében. Lakosainak száma 428 fő (2022. január 1.). Maizières Le Bû-sur-Rouvres, Condé-sur-Ifs, Ernes, Rouvres, Sassy és Soignolles községekkel határos.

## Népesség
A település népessége az elmúlt években az alábbi módon változott:
| Lakosok száma | 298  | 408  | 437  | 416  | 452  | 453  | 444  | 428  | 431  | 428  |
|               | 1968 | 1982 | 1990 | 2006 | 2013 | 2015 | 2017 | 2019 | 2020 | 2022 |